# Arthur Gore (6. hrabia Arran)
Arthur Jocelyn Charles Gore (ur. 14 września 1868, zm. 19 grudnia 1958) – brytyjski arystokrata, polityk i wojskowy, jedyny syn Arthura Gore'a, 5. hrabiego Arran i lady Edith Jocelyn, córki wicehrabiego Jocelyn.
Wykształcenie odebrał w Eton College. Po ukończeniu nauki wstąpił do wojska i został kapitanem Królewskiej Gwardii Konnej (Royal Horse Guards). Później został nadzwyczajnym majorem i adiutantem dowódcy jednostki. Brał udział w II wojnie burskiej i zdobył medal za odwagę. W latach 1904–1908 był podpułkownikiem w 15 batalionie regimentu hrabstwa Londyn (15th Battalion, County London Regiment). W latach 1910–1911 był podpułkownikiem w Oficerskim Korpusie Szkoleniowym (Officer Training Corps) w Irlandii. W 1914 został podpułkownikiem Królewskiej Gwardii Konnej. W tym samym roku, z powodu złego stanu zdrowia, zrezygnował ze służby wojskowej.
Po śmierci ojca w 1901 odziedziczył tytuł hrabiego Arran i zasiadł w Izbie Lordów. W 1909 został odznaczony Orderem Świętego Patryka. Był Strażnikiem Pokoju w Hertfordshire, Count Lough i County Mayo, zastępcą Lorda Namiestnika w County Mayo i Essex. W latach 1917–1920 był Lordem Namiestnikiem hrabstwa Donegal. W 1917 wszedł w skład Irlandzkiej Tajnej Rady. Był również członkiem Zakonu Świętego Jana Jerozolimskiego.
16 sierpnia 1902 poślubił Maud Jacqueline Marie Beauclerk van Kattendyke (zm. 6 marca 1927), córkę barona Huyssena van Kattendyke'a. Arthur i Maud mieli razem dwóch synów:
- Arthur Paul John James Charles Gore (31 lipca 1903-28 grudnia 1958), 7. hrabia Arran
- Arthur Stange Kattendyke David Archibald Gore (5 lipca 1910-23 lutego 1983), 8. hrabia Arran

17 grudnia 1929 poślubił Lilian Constance Quick (1874-25 stycznia 1961), córkę Josepha Quicka. Małżonkowie nie mieli razem dzieci.